# Fast Racing Neo
Fast Racing Neo (estilizado como FAST Racing NEO) es un videojuego de carreras futurista desarrollado por Shin'en Multimedia y lanzado para Wii U en diciembre de 2015. A menudo se compara con la franquicia F-Zero de Nintendo.
Es la segunda entrada de la serie, siendo la primera Fast Racing League lanzada en WiiWare para la Wii en 2011.
Una secuela titulada Fast RMX fue lanzada en Nintendo Switch el 3 de marzo de 2017 como título de lanzamiento para el sistema.

## Jugabilidad
Fast Racing Neo se juega con el stick izquierdo para dirigir, A para acelerar, B para frenar, X o L para cambiar las fases, (colores entre azul y naranja), LR y ZR para inclinarse (deriva), izquierda y derecha respectivamente. Las fases cambiantes entran en juego cuando, durante una carrera, las piezas fijas azules o naranjas de la pista son conducidos. Se pueden cambiar las fases respectivas del color para obtener un aumento de velocidad si se hace correctamente. También hay piezas de impulso de fase que le dará un impulso por el aire, o en otra parte de la pista (es decir, sobre un intersticio).

## Desarrollo
El contenido descargable NEO Future Pack fue anunciado en julio de 2016 añadiendo 8 nuevas pistas y 10 nuevos perfiles de vehículos para ser lanzado el 30 de septiembre de 2016 junto con una versión comercial incluyendo el juego base y contenido descargable. La versión comercial del juego fue distribuida por Nintendo en Europa.

## Recepción
Fast Racing Neo recibió críticas "generalmente favorables", según Metacritic.
Dermot Creegan de Hardcore Gamer dio al juego un 4 de cada 5 diciendo: "FAST Racing NEO es un desafío y un remolque suficiente para mantener a los jugadores ocupados durante mucho tiempo, ya sea conduciendo solo o con amigos". Laura Kate Dale de Destructoid calificó el juego como un 9/10 diciendo, "Fast Racing Neo hizo una fuerte impresión justo al bate, y es fácilmente uno de mis juegos favoritos este año".